# 天主教凡爾賽教區
天主教凡爾賽教區（拉丁語：Dioecesis Versaliensis）是法國一個羅馬天主教教區，屬巴黎總教區。
教區按《1801年教務專約》而於1801年11月29日成立，位於伊夫林省，2010年有教友700,000人（佔轄區總人口50.2%）、287個堂區、229名司鐸。現任教區主教為依列·奧蒙涅，榮休主教為若望-嘉祿·托馬，輔理主教為勃路諾·瓦朗坦。